# Bomfunk MC's
Bomfunk MC's er en finsk rap/elektro-gruppe som blev oprettet i 1998. Gruppen gjorde debut med albummet In Stereo (Sony Music) med singlerne "Freestyler", "Uprocking Beats" og "B-Boys & Flygirls". Alle blev hits i Finland. 

## Medlemmer
- Raymond Ebanks B.O.W også kendt som B.O.Dubb (MC)
- Ari Toikka også kendt som A.T (på trommer)
- Ville Mäkinen også kendt som Mr Wily (bas/keyboard)
- Riku Pentti også kendt som DJ Infekto også kendt som Rico Tubbs (DJ, keyboard)
- Okke Komulainen (keyboard)

## Tidligere medlemmer
- Ismo Lappalainen også kendt som DJ Gismo (DJ, forlod gruppen i 2002)

## Diskografi

### Albums
- In Stereo (Sony Music/Epidrome) 1999
- Burnin' Sneakers (Sony Music/Epidrome) 2002
- Reverse Psychology (Universal Music/Polydor) 2004

### Singler
- "Uprocking Beats" 1998
- "B-Boys & Flygirls" 1999
- "Freestyler" 1999
- "Other Emcees" 1999
- "Rocking Just To Make Ya Move" 1999
- "Freestyler (Continental European Re-Release)" 2000
- "B-Boys & Flygirls (Remix)" 2000
- "Uprocking Beats (Remix)" 2000
- "Super Electric" 2001
- "Live Your Life" (feat. Max'C) 2002
- "Burnin' Sneakers" 2002
- "Something Goin' On" (feat. Jessica Folcker) 2002
- "Back To Back" (feat. Z-MC) 2002
- "No Way In Hell" 2004
- "Hypnotic" (feat. Elena Mady) 2004